# اچ‌ام‌اس آکسفورد (۱۶۷۴)
اچ‌ام‌اس آکسفورد (۱۶۷۴) (به انگلیسی: HMS Oxford (1674)) یک کشتی بود که طول آن ۱۰۹ فوت (۳۳ متر) بود.